# Nœux-les-Mines
Nœux-les-Mines – miejscowość i gmina we Francji, w regionie Hauts-de-France, w departamencie Pas-de-Calais.
Według danych na rok 1990 gminę zamieszkiwało 12 351 osób, a gęstość zaludnienia wynosiła 1397 osób/km² (wśród 1549 gmin regionu Nord-Pas-de-Calais Nœux-les-Mines plasuje się na 56. miejscu pod względem liczby ludności, natomiast pod względem powierzchni na miejscu 393.).
13 października 1931 roku urodził się tutaj Raymond Kopa, francuski piłkarz polskiego pochodzenia.